# Morelos, Xicotepec
Morelos är en ort i Mexiko.   Den ligger i kommunen Xicotepec och delstaten Puebla, i den sydöstra delen av landet, 150 km nordost om huvudstaden Mexico City. Morelos ligger 1 165 meter över havet och antalet invånare är 544.
Terrängen runt Morelos är kuperad söderut, men norrut är den bergig. Runt Morelos är det ganska tätbefolkat, med 149 invånare per kvadratkilometer. Närmaste större samhälle är Xicotepec de Juárez, 2,8 km nordväst om Morelos. I omgivningarna runt Morelos växer i huvudsak städsegrön lövskog.